# 李光濤
李光濤（1897年—1984年），譜名大酉，字光濤，男，安徽怀宁人，中国明清檔案學家。1949年之前於北京、南京、四川，任職於中央研究院歷史語言研究所。1949年，隨中央研究院遷台，任職編纂、研究員。著有《明清史論集》、《明清檔案論文集》等，及纂輯《明清檔案存真選輯》、《明清史料》等。

## 生平
光緒二十三年（1897年）柒月伍日出生於安徽安慶市。1902年，父歿，母洪氏攜長女及二子，遷入安慶「清節堂」。
幼學之年，自修自學。1921年，二十四歲，畢業於安徽省立第一師範。
1929年，三十二歲，時傅斯年與徐中舒設計，整理內閣大庫八千蔴袋明清檔案，徐中舒引介進入史語所為臨時書記。
1929年9月底，傅斯年親自主持並推動，具體工作由李光濤負責。1929年9月至1930年9月30日，完成初步整理分類。1931年，《明清史料》印成者十本，凡一千葉，為甲編刊行。日本侵華，1933年四月，已整理檔案裝箱南運上海，一切計劃停頓。1934年春，檔案仍行運回北平，檔案工作恢復。1935年一月，成立明清史料復刊會，陳寅恪、傅斯年、徐中舒為委員，李光濤任提舉。1935年，乙編、丙編循序刊行。1936年夏，檔案裝一百鐵皮箱南運南京，其餘存午門及蠶壇。1949年，遷台後刊行直至癸編，共十編，每編二函，每函五冊。
明清檔案自歸史語所整理，李光濤先生自敘，已刊行的史料計有：1.〔明清史料〕甲編至癸編凡十編，每編十本，共一百本。2.〔內閣書檔舊目〕。3.〔內閣書檔舊目補〕。4.〔記臺灣鄭氏亡事〕（原名〔平定海寇方略〕）。在整理內閣大庫明清檔案工作中，能在塵土中一一檢視過這些濕爛故紙，並從分別的字紙中，抓出清廷刻意掩蓋的真相，則需要不單是任勞任怨，還要有過目不忘的記憶及敏銳的史感。李光濤先生是此中最關鍵的人物，讓真正的價值「歷史」在默默的辛苦及卓識中回到世人眼前。李光濤先生秉承著，研究歷史當以求真為目的，而歷史事實，只能得之於檔案直接史料中的理念，搜集材料嚴格論證，其官書所隱秘不宣者，巨細靡遺指出其真象，其研究方法為檔案治史。
中國抗日戰爭（1937－1945），歷史語言研究所，隨中央研究院西遷湖南長沙，1938年，隨中央研究院西遷雲南昆明。民國二十九年冬，史語所由昆明遷到南溪李庄板栗坳，租張家大屋為辦公之用（1940－1946）
。
1938年，四十一歲，安慶城陷不久母逝。四十二歲，娶清節堂蒲氏之次女蔡善智。1941年，傅斯年2月28日去函李光濤，李光濤3月6日覆函請假一年，答允次年復職。在重慶小溫泉，李光濤蔡善智依親連襟余覺民的大家庭，妻遽逝，其後離開重慶。李光濤親口與長女述及，曾掛單黃山某寺，寺前所陳列的佛經經文，過目不忘，乃進入寺內背誦與方丈聽，方丈驚為異人。四十五歲，李光濤回李庄復職，也展開他另一段姻緣──與張素蘐結褵──
張素蘐陪李光濤從李庄、南京到楊梅、南港，鴻案相莊四十年。
1946年，隨史語所遷回南京，1949年1月30日，隨中央研究院遷台。家中因讀書子女多，常為錢煩惱。1984年12月31日午後，長女言，因聯經出版事業公司將出版《明清檔案論文集》一部，循往例散步到中央研究院史語所親自校稿，不意遭公車正面撞及拖行而逝
，享年八十七歲。

## 家庭
父亲從儒，母亲洪氏，姊李許，弟初滋。

## 主要著述
- 主要專書：《明季流寇始末》，《明清史論集》，《明清檔案論文集》。
- 主要纂輯：《明清史料》，《明清檔案存真選輯（初集）》，《朝鮮壬辰倭禍史料》。
- 主要論文：

在整理檔案之同時，李光濤撰寫論文，陸續發表〈論建州與流寇相因亡明〉、〈清太宗與三國演義〉、〈論崇禎二年「己巳虜變」〉、〈毛文龍釀亂東江本末〉、〈記朝鮮實錄中之「皇明全史」〉等論文。

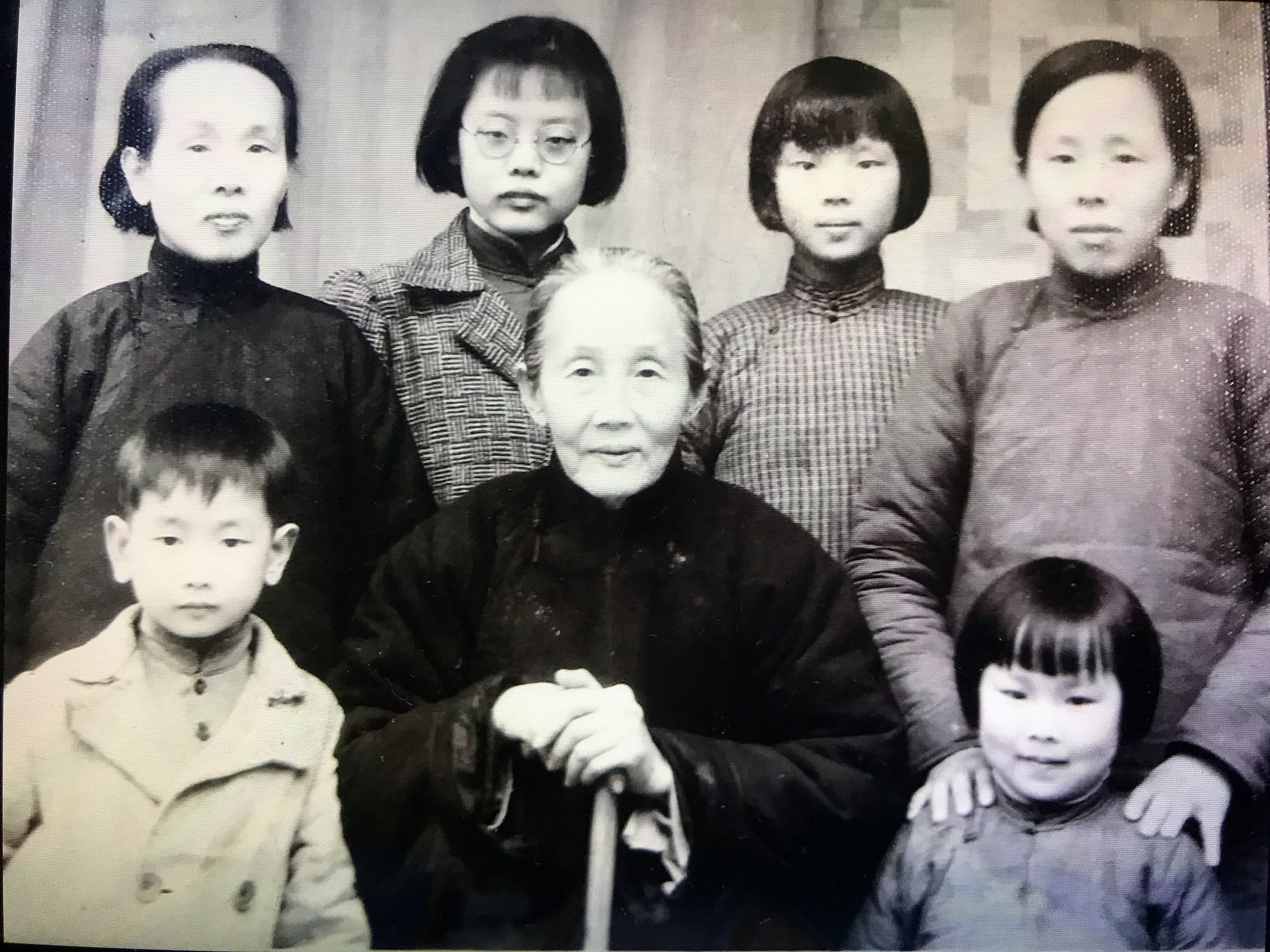
蔡善智母蒲氏左蔡善榮姨甥女余時敏等攝於重慶1940。
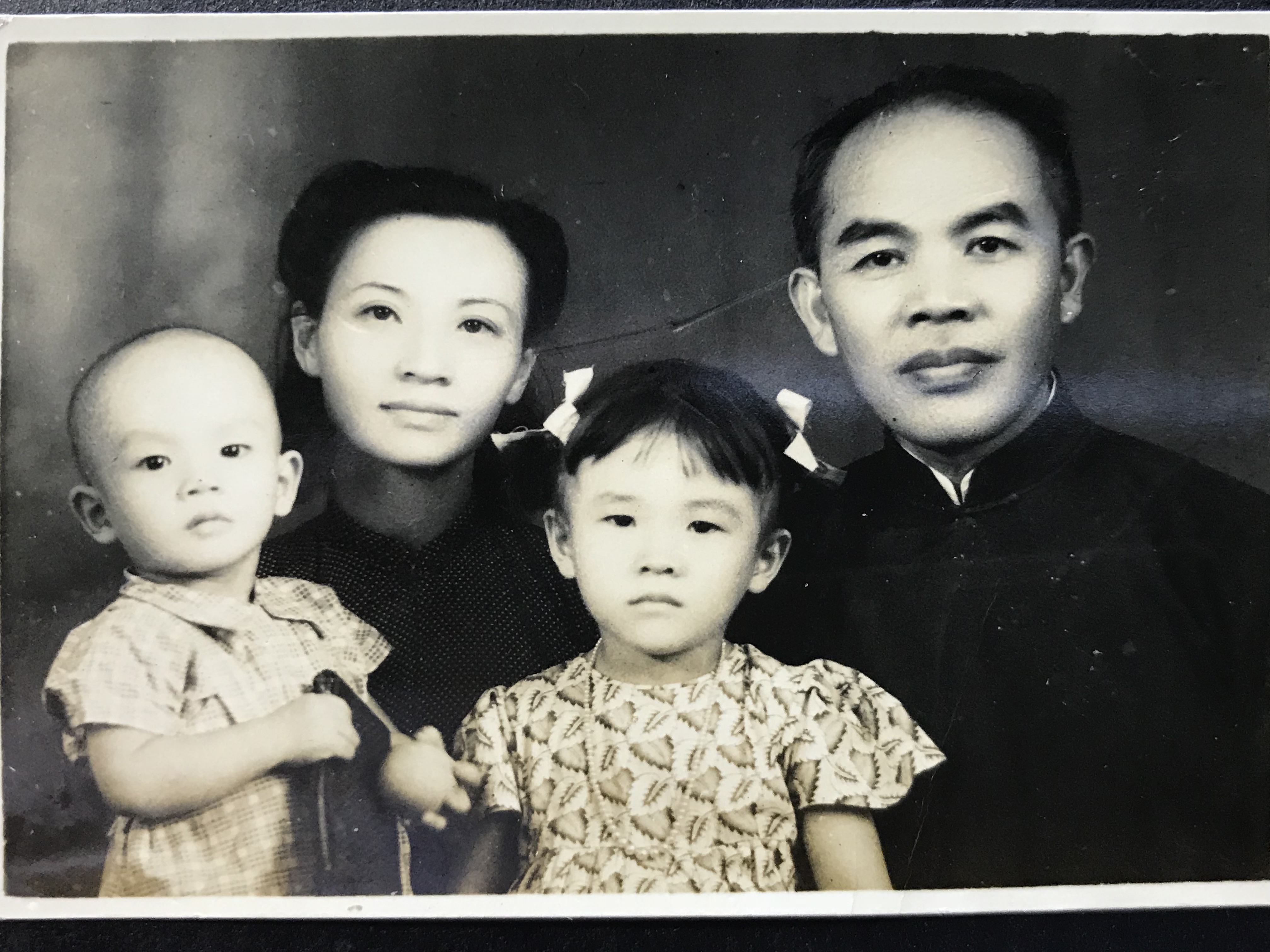
李光濤張素蘐長女長男攝於桃園楊梅1950。

### 書籍
1. ↑  羅振玉，〈集蓼編〉，《貞松老人遺稿（甲集）》，（上海：上海書局，1996.12）。
2. ↑  金梁，〈內閣大庫檔案訪求記〉，《東方雜誌》第20卷第四號（1923.2.25）：86。
3. ↑  王國維，〈庫書樓記〉，《觀堂集林》第23卷，收入《王國維先生全集》，（臺北：大通書局，1976.07）。
4. ↑  王漢章，〈古董錄〉，《河北第一博物院畫報》第50期（1933.10.10）。
5. ↑  徐中舒，〈內閣檔案之由來及其整理(明清史料首本序)〉，《明清史料（甲編）》，（中央研究院歷史語言研究所史料叢書；臺北：中央研究院歷史語言研究所，1931）：5－19，ISBN：9789860790283。
6. ↑  李光濤，《明清檔案存真選輯（初集）》，（中央研究院歷史語言研究所專刊之38；臺北：中央研究院歷史語言研究所，1959.06.01）：1－18，ISBN：9785666712368。
7. ↑  蘇同炳，《手植楨楠已成蔭──傅斯年與中研院史語所》，（臺北：台灣學生書局，
2012.10.01），ISBN：9789571515748。
8. ↑  張愛斌，〈史學家李光濤軼事〉，《安慶文史資料第15輯安慶人物史料專輯（1）》（1987）：112－114。
9. ↑  丁劍主編（16位），〈八千麻袋教授〉，《安徽掌故》，（安徽合肥：黃山書社，1990.4）：936－937，ISBN：9787805350906。
10. ↑  程紹頤， 〈李光濤〉，《安慶歷代名人》，（安徽合肥：黃山書社，1996.11）：478－479，ISBN：9787806300848。
11. ↑  中央研究院歷史語言研究所，《明清史料（乙編）》，（中央研究院歷史語言研究所史料叢書；臺北：中央研究院歷史語言研究所，1936.6）：1－3，ISBN：9789860790306。
12. ↑  李光濤，〈明清檔案〉，《中央研究院歷史語言研究所傅所長紀念特刊》（1951）：21－25。
13. ↑  李光濤，〈記內閣大庫殘餘檔案（上）〉，《大陸雜誌》第11卷第4期（1955.08）：5-9。
14. ↑  李光濤，〈記內閣大庫殘餘檔案（中）〉，《大陸雜誌》第11卷第5期（1955.09）：22-28。
15. ↑  李光濤，〈記內閣大庫殘餘檔案（下）〉，《大陸雜誌》第11卷第6期（1955.09）：22-26。
16. ↑  李光濤，《明清檔案論文集》，（臺北：聯經出版事業公司，1985.12.18）：3－9，ISBN：9786660802482。
17. ↑  李尚英，〈關於清史研究的三重證〉，《清代政治與民間宗教》， （北京：中國工人出版社，2002）：283－291，ISBN 9787500827511。
18. ↑  闞文詠，〈李莊深巷裡 - 羊街八號家族記憶〉，《當代2018年04期》，（北京：人民文學出版社，2018）。
19. ↑  岱峻，《發現李庄》，（成都：四川文藝出版社，2004.05.01），ISBN: 9787541122729。
20. ↑  岱峻，《民國衣冠：風雨中研院》，（北京：北京聯合出版公司，2012.09.01），ISBN：9787550208988。
21. ↑  林桶法，《1949 大撤退》，（臺北：聯經出版事業公司，2009.8）：243－249，ISBN：9789570834512。
22. ↑  王叔岷，《慕廬憶往：王叔岷回憶錄》，（北京：中華書局，2007.9）：91－92，ISBN 9787101058130。

### 網路
1. 1 2  戎笙. . 中華文史網. 2004-08-30. （原始内容存档于2021-04-12） （中文）.
2. ↑  王舒琳. . 明清史研究所. 2017-11-07 （中文）.
3. ↑  孔祥成. . 信陽師範學院學報. 2003, 23卷 (1期): 117–121.
4. ↑  . 博雅人物網. （原始内容存档于2021-04-20） （中文）.
5. ↑  . 痞客邦. 2019-05-17 （中文）.
6. ↑  張全海. . 安慶家譜網. （原始内容存档于2021-04-22） （中文）.
7. 1 2  徐中舒.  (PDF). 中央研究院歷史語言研究所. （原始内容存档 (PDF)于2021-09-18） （中文）.
8. ↑  羅福頤. . 嶺南學報. 1948, 9卷 (1期)  [2022-02-06]. （原始内容存档于2022-02-06）.
9. ↑  李慧敏. . 2016-06-27. （原始内容存档于2021-04-21） （中文）.
10. 1 2  胡開全. . 文史雜誌. 2019, (02期): 106–110  [2021-04-26]. （原始内容存档于2022-01-31）.
11. ↑  . 作家生活誌. （原始内容存档于2021-04-21） （中文）.
12. ↑  李守義. . 中國人民大學清史研究所. 2018-05-07. （原始内容存档于2021-04-21） （中文）.
13. ↑  . 中央研究院歷史語言研究所. （原始内容存档于2021-01-24） （中文）.
14. ↑  馬子木. . 騰訊文化. 2015-06-25. （原始内容存档于2021-04-22） （中文）.
15. ↑  朱金甫. . 2017-11-26 （中文）.
16. ↑  何誠斌. . 騰訊文化. 2020-02-14. （原始内容存档于2021-04-20） （中文）.
17. 1 2  . 中央研究院歷史語言研究所. （原始内容存档于2021-04-12） （中文）.
18. ↑  . 雅昌網. 2016-05-16. （原始内容存档于2021-04-12） （中文）.
19. ↑  逯弘捷. . 蘇州教育學院學報第6期. 2018. （原始内容存档于2021-04-22） （中文）.
20. ↑  . 安慶日報. 2019-07-20. （原始内容存档于2021-04-23） （中文）.
21. ↑  岳南. . 藏書網. （原始内容存档于2021-04-28） （中文）.
22. ↑  朱昆槐. . udn城市. 2003-06-01. （原始内容存档于2021-05-16） （中文）.
23. ↑  Lee Shiau-Shiuan. . udn部落格. 2023-04-22. （原始内容存档于2023-05-27） （中文）.
24. ↑  李小萱. . blogger.com. 2023-04-22. （原始内容存档于2023-05-27） （中文）.
25. ↑  . 國立故宮博物院. （原始内容存档于2021-11-02） （中文）.
26. ↑  張作錦. . 人間福報. 2011-11-21. （原始内容存档于2021-04-21） （中文）.
27. ↑  . 中央研究院歷史語言研究所. （原始内容存档于2021-04-29） （中文）.
28. ↑  謝貴安. . 愛思想網. 2019-06-04. （原始内容存档于2021-04-20） （中文）.
29. ↑  孫衛國. . 中國社會科學網. 2019-07-25. （原始内容存档于2021-04-22） （中文）.